# Laura Fogli
Laura Fogli (Comacchio, 5 ottobre 1959) è un'ex maratoneta italiana, due volte vice-campionessa europea.

## Biografia
6ª ai Giochi olimpici di Seul 1988, ove con 2:27:49 stabilì il primato italiano, e 9ª a quelli di Los Angeles 1984, a fine carriera è diventata allenatrice e personal trainer, allenando anche gli amatori intenzionati a partecipare alle grandi maratone, e tra essi il cantante Gianni Morandi. È inoltre collaboratrice della Rai per le cronache di maratona.
La sua carriera sportiva fu comunque particolarmente lunga anche in maglia azzurra, e si concluse ai Campionati del mondo di atletica leggera di Atene 1997 allorché, già trentottenne, chiuse la maratona mondiale al 24º posto con il tempo di 2:43:28.
È sposata con Giuseppe Rossetti, che è anche il suo allenatore.
A Novembre del 2019 a Scandicci le è stato assegnato il riconoscimento "Notte del Pallone rosa - Premio Maria Nisticò" 9ª Edizione.

## Palmarès
| Anno | Manifestazione  | Sede        | Evento   | Risultato | Prestazione | Note |
| ---- | --------------- | ----------- | -------- | --------- | ----------- | ---- |
| 1982 | Europei         | Atene       | Maratona | Argento   | 2h36'28"    |      |
| 1983 | Mondiali        | Helsinki    | Maratona | 6ª        | 2h33'31"    |      |
| 1984 | Giochi olimpici | Los Angeles | Maratona | 9ª        | 2h29'28"    |      |
| 1986 | Europei         | Stoccarda   | Maratona | Argento   | 2h32'52"    |      |
| 1988 | Giochi olimpici | Seul        | Maratona | 6ª        | 2h27'49"    |      |
| 1991 | Mondiali        | Tokyo       | Maratona | dnf       | dnf         |      |
| 1994 | Europei         | Helsinki    | Maratona | dnf       | dnf         |      |
| 1997 | Mondiali        | Atene       | Maratona | 24ª       | 2h43'28"    |      |

## Campionati nazionali
Campionati italiani assoluti
- Oro: 2 volte (nella mezza maratona nel 1980 e 1981)[7]

## Altre competizioni internazionali
1981
- 4ª alla  Maratona di New York - 2h34'48"

1982
- Oro alla  Maratona di Roma - 2h31'08"
- 4ª alla  Maratona di New York - 2h33'01"

1983
- Argento alla  Maratona di New York - 2h31'49"

1984
- Oro alla Stramilano ( Milano) - 1h14'10"

1985
- Oro alla Coppa del mondo di maratona ( Hiroshima), maratona a squadre - 7h51'27" (tempo individuale: 2h35'45")

1986
- Oro alla  Maratona di Pittsburgh - 2h37'04"
- Bronzo alla  Maratona di New York - 2h29'44"

1988
- Argento alla  Maratona di New York - 2h31'26"

1989
- Bronzo alla  Maratona di New York - 2h28'43"

1990
- Oro alla  Maratona di Venezia - 2h38'34"

1991
- Argento alla Coppa del mondo di maratona ( Londra), maratona a squadre

1993
- 14ª alla  Maratona di New York - 2h47'45"

1994
- Oro alla  Maratona di Torino - 2h31'45"

1997
- Bronzo alla Coppa del mondo di maratona ( Atene), maratona a squadre

## Premi
Nel 1988 ha vinto il riconoscimento Sportivo italiano dell'anno, assegnato dalla Gazzetta dello Sport.